# Kinderbuchpreis des Landes Nordrhein-Westfalen
Der Kinderbuchpreis des Landes Nordrhein-Westfalen wird seit 1989 jährlich für Kinderbücher vergeben, die für das Erstlesealter geeignet sind und auch im Schulunterricht eingesetzt werden können. Die Bücher sollen sprachlichen und inhaltlichen Ansprüchen der Altersstufe gerecht werden, im Handel verfügbar sein und durch ihre Aufmachung (Einband, Satz, Illustrationen) Kinder unmittelbar ansprechen. 
Die Preissumme beträgt 5000 Euro (Stand 2022). Vorschläge für geeignete Titel in der Regel deutschsprachiger Autoren zur Beurteilung durch eine Jury werden vom Kulturministerium des Landes Nordrhein-Westfalen eingeholt. Eine Eigenbewerbung von Verlagen oder Autoren ist nicht möglich.
Die Preisverleihung wird im Rahmen einer öffentlichen Veranstaltung mit Lesungen und Ausstellungen vorgenommen, zum Beispiel seit 1996 im Zweijahresrhythmus während der Internationalen Kinder- und Jugendbuchausstellung (IKiBu) in der Stadtbibliothek Duisburg.

## Preisträger
- 1989: Erstlese-Reihe Sonne, Mond und Sterne
- 1990: Martin Auer, Simone Klages (Ill.): Bimbo und sein Vogel
- 1991: Hanna Johansen, Käthi Bhend (Ill.): Die Geschichte von der kleinen Gans, die nicht schnell genug war
- 1992: Erhard Dietl: In meiner Straße ist was los
- 1993: Nikolaus Heidelbach: Alfred Fafner fast allein
- 1994: Iva Procházková: Fünf Minuten vor dem Abendessen
- 1995: Matthias Sodtke: Gibt es eigentlich Brummer, die nach Möhren schmecken?
- 1996: Philippe Corentin: Plumps!
- 1997: Brigitte Schär, Jacky Gleich (Ill.): Monsterbesuch
- 1998: Ole Könnecke: Lola und das Gespenst
- 1999: Jutta Bauer: Die Königin der Farben
- 2000: Ulf Stark, Eva Eriksson (Ill.): Als Papa mir das Weltall zeigte
- 2001: Monika Lange, Nikolaus Heidelbach (Ill.): Mit Katz und Hund auf Du und Du
- 2002: Zoran Drvenkar, Martin Baltscheit (Ill.): Der einzige Vogel, der die Kälte nicht fürchtet
- 2003: Doris Dörrie, Julia Kaergel (Ill.): Mimi
- 2004: Maritgen Matter, Anke Faust (Ill.): Ein Schaf fürs Leben
- 2005: Sigrid Zeevaert: Mia Minzmanns Mäusezucht
- 2006: Dagmar H. Mueller: Die unsichtbare Noa
- 2007: Annette Pehnt: Rabea und Marili
- 2008: Ole Könnecke: Anton und die Blätter
- 2009: Martin Baltscheit: Felline, Professor Paul und der Chemiebaukasten
- 2010: Philipp Seefeldt: Ida still im Menschenmeer
- 2011: Lorenz Pauli, Kathrin Schärer (Ill.): Oma - Emma - Mama
- 2012: Antje Damm: Hasenbrote
- 2013: Karin Koch, André Rösler: Wär ich Pirat
- 2014: Rose Lagercrantz, Eva Eriksson: Mein Herz hüpft und lacht
- 2015: Ulf Nilsson, Gitte Spee: Kommissar Gordon – Der erste Fall
- 2016: Torben Kuhlmann: Lindbergh – die abenteuerliche Geschichte einer fliegenden Maus
- 2017: Håkon Øvreås, Øyvind Torseter (Ill.): Super-Bruno
- 2018: Andrea Karimé, Jens Rassmus (Ill.): King kommt noch
- 2019: Katja Gehrmann: Stadtbär
- 2020: Christoph Hein, Rotraut Susanne Berner (Ill.): Alles was Du brauchst – Die 20 wichtigsten Dinge im Leben
- 2021: Philip Waechter: Toni will ans Meer
- 2022: Rose Lagercrantz, Rebecka Lagercrantz (Ill.): Zwei von jedem